# Zia Mohyeddin
Zia Mohyeddin est un acteur pakistanais né à Faisalabad, Pakistan (alors Lyallpur, Inde britannique) le 20 juin 1931 et mort le 13 février 2023 à Karachi (Pakistan).

## Biographie
Formé à la Royal Academy of Dramatic Art de Londres (Angleterre), entre 1953 et 1956, Zia Mohyeddin débute au théâtre en 1957 au Royaume-Uni, avant un premier rôle d'importance à Londres, celui du Docteur Aziz, dans Route des Indes (A Passage to India) en 1960, rôle qu'il reprendra en 1962 aux États-Unis, dans son unique prestation à Broadway (New York), puis dans une adaptation à la télévision britannique en 1965.
Au cinéma, il débute en 1962 dans Lawrence d'Arabie.
À la télévision, il apparaît pour la première fois en 1956 dans une série télévisée consacrée au théâtre. On le verra ensuite dans plusieurs séries britanniques bien connues (Chapeau melon et bottes de cuir, Destination Danger...).
À la fin des années 1960, il repart au Pakistan où il créera et dirigera une Académie d'art dramatique et de danse, avant de retourner au Royaume-Uni à la fin des années 1970, les difficultés politiques de son pays contrecarrant notamment les activités artistiques. Il reviendra néanmoins au Pakistan, à la faveur de meilleures conditions d'existence. Il a vécu à Lahore. Il est mort le 13 février 2023.

## Filmographie partielle

### Au cinéma
- 1962 : Lawrence d'Arabie (Lawrence of Arabia) de David Lean
- 1963 : Sammy Going South d'Alexander Mackendrick
- 1964 : Et vint le jour de la vengeance (Behold a Pale Horse) de Fred Zinnemann
- 1966 : Khartoum de Basil Dearden
- 1967 : Plus féroces que les mâles (Deadlier than the Male) de Ralph Thomas
- 1967 : They Came from Beyond Space de Freddie Francis
- 1970 : Bombay Talkie de James Ivory : Hari
- 1979 : Ashanti de Richard Fleischer : Djamil
- 1985 : The Assam Garden de Mary McMurray : Mr. Lal
- 1987 : Partition
- 1992 : Immaculate Conception : Shehzada / leader of shrine

### À la télévision
- 1961-1966 : Série Destination Danger (Danger Man) :
  - Saison 1, épisode 38, Le Cadavre ambulant (The Dead Man walks, 1961)
  - Saison 2, épisode 7, La Fille du colonel (The Colonel's  Daughter, 1964) et Épisode 14, Des hommes dangereux (Such Men are dangerous, 1965)
  - Saison 3, épisode 7, Les Mercenaires (The Mercenaries, 1965) et épisode 15, Trafic d'armes (Someone is liable to get Hurt, 1966)
- 1965 : série Play of the Month, Épisode Route des Indes (A Passage to India)
- 1966 : première série Chapeau melon et bottes de cuir (The Avengers), Saison 4, Épisode 26, Du miel pour le prince (Honey for the Prince) de James Hill
- 1968 : série L'Homme à la valise (Man in a Suitcase), Épisode 30, Night Flight to Andorra
- 1969 : série Les Champions (The Champions), Épisode 16, L'Ombre de la panthère (Shadow of the Panther)
- 1984 : série Le Joyau de la couronne (The Jewel in the Crown), trois épisodes, The Moghul Room, Travelling Companions et The Day of the Scorpion

## Théâtre (sélection)
- 1957 : Jules César (Julius Caesar) de William Shakespeare (au Royaume-Uni)
- 1958 : Le Long Voyage vers la nuit (Long Day's Journey into Night) d'Eugene O'Neill (au Royaume-Uni)
- 1960 : Route des Indes (A Passage to India), adaptation de Santha Rama Rau, d'après le roman éponyme d'E. M. Forster, avec Norman Wooland (à Londres)
- 1962 : Route des Indes, reprise, avec Leonardo Cimino, Gladys Cooper, Donald Moffat, Eric Portman (à Broadway)